# Coupe Marcel Bernard

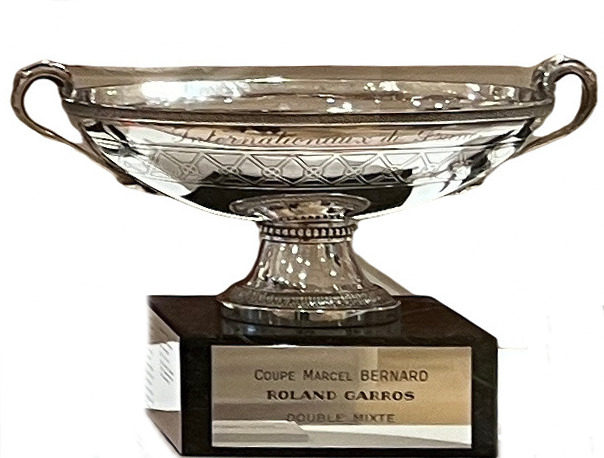
Coupe Marcel Bernard

Der Coupe Marcel Bernard (Marcel Bernard-Pokal) wird an die Sieger des Mixed-Turniers beim Tennisturnier French Open in Roland Garros verliehen.
Marcel Bernard (1914–1994) gewann 1946 die French Open. Der ungesetzte Bernard besiegte im Finale Jaroslav Drobný in fünf Sätzen. Im Herrendoppel gewann er bei den Französischen Meisterschaften 1936 zusammen mit Jean Borotra und 1946 mit Yvon Petra. Im Mixed siegte er 1935 mit Lolette Payot und 1936 zusammen mit Billie Yorke, die im Gegensatz zu seinen anderen Partnern nicht aus Frankreich, sondern aus England kam.
Diese 1989 geschaffene Trophäe ist mit Applikationen gestaltet und ihre Basis ist ein Sockel aus schwarzem Marmor. Der Pokal bleibt im Eigentum der Fédération Française de Tennis. Im Sockel sind die siegreichen Mixed-Teams eingraviert. Die siegreichen Teams erhalten ein halb so großes Duplikat. Die Trophäe ist außerhalb des Turniers im Tenniseum von Roland Garros ausgestellt.
Dem französischen Juwelier Mellerio dits Meller, einem Pariser Schmuckhaus, das 1613 gegründet wurde und bis heute in der Rue de la Paix aktiv ist, fertigte die Trophäe an. Sie reiht sich in die übrigen Trophäen ein, wie den Coupe des Mousquetaires, den der Sieger im Herreneinzel erhält, den Coupe Suzanne Lenglen für die Siegerin im Dameneinzel, den Coupe Jacques Brugnon für die Sieger des Herren-Doppels und den Coupe Simonne Mathieu für die Siegerinnen des Damen-Doppels. Es ist das älteste Familienunternehmen Europas. Die Pokale sind alle aus massivem Silber.